# Djalminha
Djalminha (n. 9 decembrie 1970, Santos, São Paulo, Brazilia) este un fost fotbalist brazilian.

## Statistici
| Brazilia | Brazilia | Brazilia |
| An       | Meciuri  | Goluri   |
| -------- | -------- | -------- |
| 1996     | 3        | 1        |
| 1997     | 7        | 3        |
| 1998     | 0        | 0        |
| 1999     | 0        | 0        |
| 2000     | 2        | 0        |
| 2001     | 0        | 0        |
| 2002     | 2        | 1        |
| Total    | 14       | 5        |